# Horst Schmid
Horst Adolph Louis Schmid (* 29. April 1933 in München) ist ein deutsch-kanadischer Politiker, Geschäftsmann und Aufsichtsratsvorsitzender der Deep Well Oil & Gas Incorporation.

## Leben
Er wanderte 1952 als 19-Jähriger nach Kanada aus und arbeitete als Bergmann in Yelloknife in einer Goldmine und in den Northwest Territories. Nach Weiterbildung arbeitete er im Anschluss als Wirtschaftsprüfer und selbständiger Geschäftsmann in der Provinz Alberta. Im Jahr 1956 zog er nach Edmonton und begann ein Studium an der Universität Toronto in den Bereichen Betriebswirtschaft, Finanzwesen, Wirtschaftspsychologie und wurde promoviert. Zusammen mit einem Partner etablierte er eine Exportfirma für Industrie- und Verbrauchsgüter.
Seine politische Karriere begann 1971. Schmid kandidierte für einen Sitz im neuen Wahlbezirk "Edmonton-Avonmore" für die Fortschrittlich-Konservative Partei und gewann als erster Einwanderer nach dem Zweiten Weltkrieg gegen zwei Einheimische Kandidaten ( Ergebnis: Fortschrittlich Konservative Partei ... 3913 Stimmen ( Dr.Horst A. Schmid ); Neue Demokratische Partei ... 1303 Stimmen und Liberale Partei ...  257 Stimmen). Während seiner Amtszeit von 1971 bis 1986 bekleidete er verschiedene Ministerposten und war Mitglied der Gesetzgebenden Versammlung von Alberta im New District Edmonton-Avonmore:
- Minister für Jugend-Kultur und Sport: vom 10. September 1971 bis März 1975.
- Minister der Regierung für Services und Kultur: von März 1975 bis März 1979.
- Staatsminister für Wirtschaftsförderung (International Trade): von 1979 bis November 1982.
- Minister für Internationalen Handel: von November 1982 bis Mai 1986.
- Minister für Tourismus: vom 1. November 1985 bis Mai 1986.

Nach seiner Wahlniederlage bei den allgemeinen Wahlen in der Province Alberta 1986 gegen Marie Laing von der neuen Demokratischen Partei zog Schmid sich aus der Politik zurück und wurde wieder in der Wirtschaft aktiv u. a. als Aufsichtsratsvorsitzender der Deep Well Oil & Gas Inc.

## Auszeichnungen
2005 erhielt er den "Lifetime Achievement Award" für außerordentlichen und jahrzehntelangen Verdienste um die deutschsprachige Gemeinde von Alberta.